# فلاح

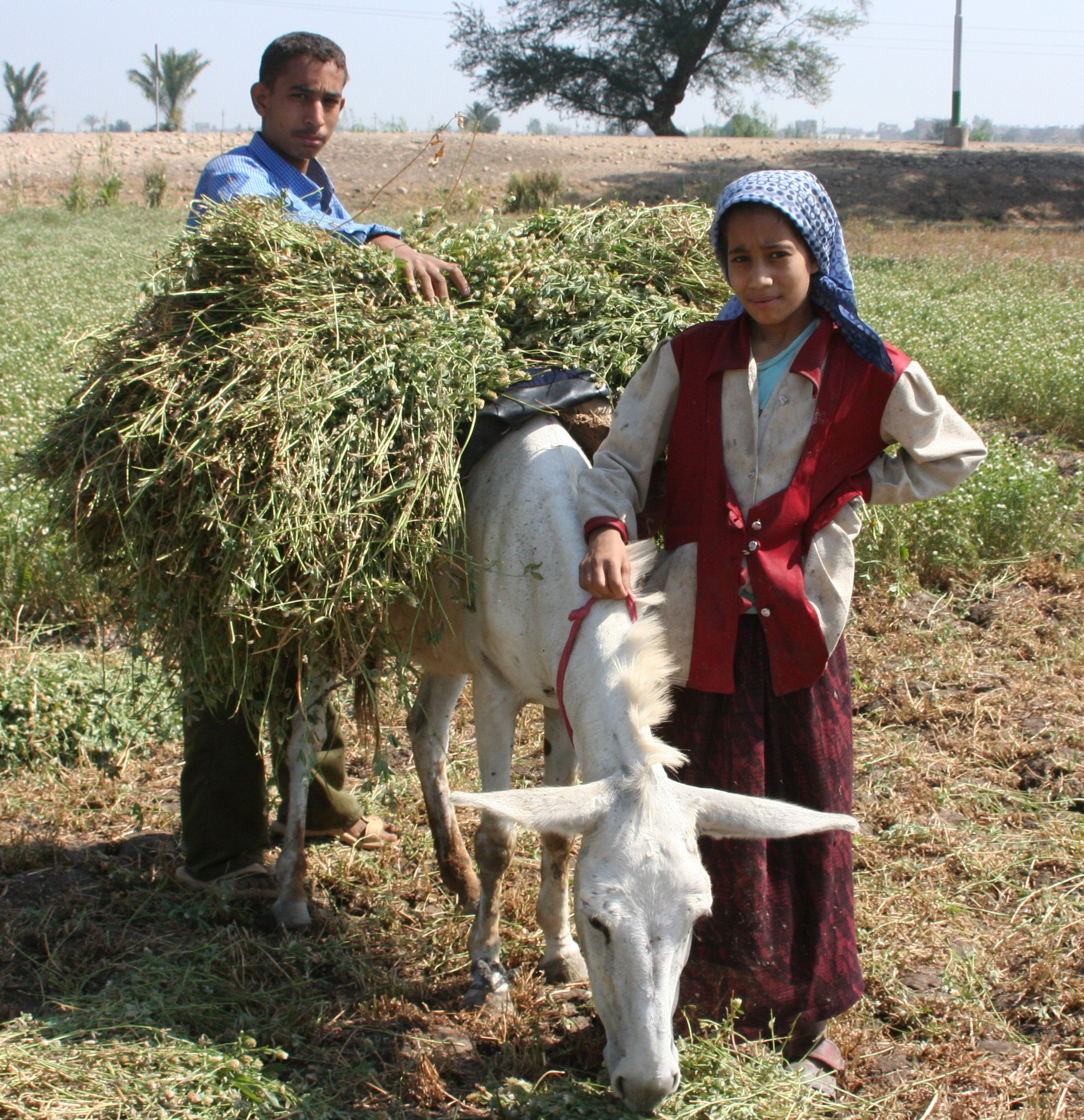
کودکان در حال برداشت محصول

فلاح، (به انگلیسی: Fellah) در خاورمیانه و شمال آفریقا به کشاورز یا کارگر کشاورزی «فلاح» گفته می‌شود. این کلمه از زبان عربی گرفته شده‌است.